# Nikandar Miadziejka
Nikandar Miadziejka, biał. Нікандар Мядзейка, Nikandar Miadziejka (ur. 28 sierpnia 1914, zm. 1987) – białoruski działacz narodowy, prezydent Białoruskiej Centralnej Rady (1976–87).
W latach 1941–42 pracował w białoruskiej administracji w Reichskommissariat Ostland - był m.in. inspektorem szkolnym w powiecie lidzkim. Od 1944 roku przebywał na emigracji, gdzie związał się ze środowiskiem skupionym wokół Radosława Ostrowskiego. Po jego śmierci w 1976 roku Miadziejka objął urząd prezydenta Białorusi na emigracji, który sprawował do śmierci.